# Barney Bigard
Albany Leon Bigard
(3 de marzo de 1906-27 de junio de 1980), más conocido como Barney Bigard, fue un clarinetista y saxo tenor de jazz estadounidense.
Nacido en Nueva Orleans, estudió música y clarinete con Lorenzo Tio antes de trasladarse a Chicago para trabajar con Joe "King" Oliver, entre otros. 
En 1927, entró a formar parte de la orquesta de Duke Ellington en Nueva York, quedándose con Ellington hasta 1942. 
En 1936, como líder de su propia banda, Barney Bigard and His Jazzopators, formado por sus colegas de la orquesta de Ellington, Cootie Williams, Juan Tizol, Harry Carney, Billy Taylor y Sonny Greer, e incluyendo el propio Ellington, grabó la primera versión del futuro estándar «Caravan», compuesto por Juan Tizol.
A finales de la década de 1940, trabajó con la orquesta de Kid Ory antes de unirse a los Louis Armstrong All-Stars entre 1947 y 1955. En 1958, participó en la película St. Louis Blues (1958), junto con Nat King Cole, Ella Fitzgerald, Pearl Bailey y Eartha Kitt, y de 1958 a 1959 tocó con la orquesta de Cozy Cole.
Escribió su autobiografía, With Louis and The Duke, y compuso, con Ellington, el estándar del jazz «Mood Indigo».